# Cá mập siêu bạo chúa 2: Vực sâu
Cá mập siêu bạo chúa 2: Vực sâu (tiếng Anh: Meg 2: The Trench) là một bộ phim điện ảnh thuộc thể loại hành động – khoa học viễn tưởng – giật gân ra mắt năm 2023 do Mỹ – Trung Quốc sản xuất. Được dựa trên tiểu thuyết The Trench của Steve Alten vào năm 1999, và là phần tiếp nối của Cá mập siêu bạo chúa (2018), tác phẩm do Ben Wheatley làm đạo diễn, với sự tham gia diễn xuất của các diễn viên gồm Jason Statham, Ngô Kinh, Thái Thư Nhã, Page Kennedy, Sergio Peris-Mencheta, Skyler Samuels, Sienna Guillory và Cliff Curtis. Trong phần này, nhân vật Jonas Taylor tiếp tục hợp tác với những người đồng nghiệp khác để ngăn chặn sự đe dọa tấn công của cá mập Megalodon trong một cuộc chiến sinh tồn khốc liệt.
Kế hoạch cho việc thực hiện phần tiếp theo của bộ phim đã được chuẩn bị trong giai đoạn tiền kỳ vào tháng 10 năm 2018 sau thành công của phần phim trước đó. Ben Wheatley thay thế Jon Turteltaub ở vị trí đạo diễn, còn ba nhà biên kịch Dean Georgaris, Jon Hoeber và Erich Hoeber đều trở lại viết kịch bản cho bộ phim. Bộ phim được khởi quay tại Warner Bros. Studios, Leavesden ở Watford, Anh từ tháng 2 đến tháng 5 năm 2022, sau đó được chuyển sang quay tại một số nơi ở châu Á, bao gồm Trung Quốc, Hồng Kông và Thái Lan. Tháng 8 năm 2022, bộ phim chính thức đóng máy.
Bộ phim có buổi ra mắt tại Liên hoan phim quốc tế Thượng Hải vào ngày 9 tháng 6 năm 2023, sau đó được Warner Bros. Pictures phát hành tại Mỹ và Việt Nam vào ngày 4 tháng 8 cùng năm. Mặc dù nhận về những lời nhận xét từ trái chiều đến tiêu cực từ giới chuyên môn và bị đề cử ba giải Mâm xôi vàng, bao gồm Phim dở nhất, Đạo diễn tệ nhất và Nam diễn viên chính tệ nhất, song tác phẩm là một thành công về mặt doanh thu khi thu về 397,7 triệu USD từ kinh phí sản xuất lên đến 129 – 139 triệu USD. 